# Olympische Sommerspiele 1952/Rudern – Einer
Der Ruder-Einer der Männer bei den Olympischen Sommerspielen 1952 wurde vom 21. bis 23. Juli in der Bucht Seurasaarenselkä ausgetragen.

## Ergebnisse

### Viertelfinale

#### Viertelfinale 1
| Rang | Athlet        | Nation                | Zeit       | Qualifikation    |
| ---- | ------------- | --------------------- | ---------- | ---------------- |
| 1    | Tony Fox      | Großbritannien        | 7:45,1 min | Halbfinale       |
| 2    | Ian Stephen   | Südafrikanische Union | 7:47,7 min | Halbfinale       |
| 3    | Sevi Holmsten | Finnland              | 7:52,1 min | 1. Hoffnungslauf |
| 4    | Juan Omedes   | Spanien               | 8:03,1 min | 1. Hoffnungslauf |
| 5    | Carlos Adueza | Chile                 | 8:22,3 min | 1. Hoffnungslauf |

#### Viertelfinale 2
| Rang | Athlet           | Nation           | Zeit       | Qualifikation    |
| ---- | ---------------- | ---------------- | ---------- | ---------------- |
| 1    | Mervyn Wood      | Australien       | 7:44,1 min | Halbfinale       |
| 2    | Paul Meyer       | Schweiz          | 7:44,5 min | Halbfinale       |
| 3    | Günther Schütt   | Saarland         | 7:58,4 min | 1. Hoffnungslauf |
| 4    | František Reich  | Tschechoslowakei | 7:59,0 min | 1. Hoffnungslauf |
| 5    | Henri Steenacker | Belgien          | 8:04,0 min | 1. Hoffnungslauf |

#### Viertelfinale 3
| Rang | Athlet               | Nation             | Zeit       | Qualifikation    |
| ---- | -------------------- | ------------------ | ---------- | ---------------- |
| 1    | John B. Kelly junior | Vereinigte Staaten | 7:58,4 min | Halbfinale       |
| 2    | Teodor Kocerka       | Polen              | 7:59,5 min | Halbfinale       |
| 3    | Ugo Pifferi          | Italien            | 8:09,0 min | 1. Hoffnungslauf |
| 4    | Hussein El-Alfy      | Ägypten            | 8:33,5 min | 1. Hoffnungslauf |

#### Viertelfinale 4
| Rang | Athlet         | Nation      | Zeit       | Qualifikation    |
| ---- | -------------- | ----------- | ---------- | ---------------- |
| 1    | Juri Tjukalow  | Sowjetunion | 7:47,9 min | Halbfinale       |
| 2    | Eduardo Risso  | Uruguay     | 7:52,0 min | Halbfinale       |
| 3    | Henri Butel    | Frankreich  | 8:00,4 min | 1. Hoffnungslauf |
| 4    | Rob van Mesdag | Niederlande | 8:02,0 min | 1. Hoffnungslauf |

### 1. Hoffnungslauf

#### Lauf 1
| Rang | Athlet          | Nation      | Zeit       | Qualifikation    |
| ---- | --------------- | ----------- | ---------- | ---------------- |
| 1    | Rob van Mesdag  | Niederlande | 7:35,6 min | 2. Hoffnungslauf |
| 2    | Sevi Holmsten   | Finnland    | 7:37,2 min |                  |
| 3    | Hussein El-Alfy | Ägypten     | 8:07,1 min |                  |

#### Lauf 2
| Rang | Athlet         | Nation     | Zeit       | Qualifikation    |
| ---- | -------------- | ---------- | ---------- | ---------------- |
| 1    | Günther Schütt | Saarland   | 7:38,4 min | 2. Hoffnungslauf |
| 2    | Henri Butel    | Frankreich | 7:41,2 min |                  |
| 3    | Juan Omedes    | Spanien    | 7:45,1 min |                  |

#### Lauf 3
| Rang | Athlet          | Nation           | Zeit       | Qualifikation    |
| ---- | --------------- | ---------------- | ---------- | ---------------- |
| 1    | František Reich | Tschechoslowakei | 7:39,0 min | 2. Hoffnungslauf |
| 2    | Ugo Pifferi     | Italien          | 7:47,5 min |                  |

#### Lauf 4
| Rang | Athlet           | Nation  | Zeit       | Qualifikation    |
| ---- | ---------------- | ------- | ---------- | ---------------- |
| 1    | Henri Steenacker | Belgien | 7:43,8 min | 2. Hoffnungslauf |
| 2    | Carlos Adueza    | Chile   | 8:08,9 min |                  |

### Halbfinale

#### Halbfinale 1
| Rang | Athlet         | Nation         | Zeit       | Qualifikation    |
| ---- | -------------- | -------------- | ---------- | ---------------- |
| 1    | Tony Fox       | Großbritannien | 7:54,4 min | Finale           |
| 2    | Mervyn Wood    | Australien     | 8:02,5 min | 2. Hoffnungslauf |
| 3    | Eduardo Risso  | Uruguay        | 8:05,9 min | 2. Hoffnungslauf |
| 4    | Teodor Kocerka | Polen          | 9:10,6 min | 2. Hoffnungslauf |

#### Halbfinale 2
| Rang | Athlet               | Nation                | Zeit       | Qualifikation    |
| ---- | -------------------- | --------------------- | ---------- | ---------------- |
| 1    | Juri Tjukalow        | Sowjetunion           | 7:52,6 min | Finale           |
| 2    | John B. Kelly junior | Vereinigte Staaten    | 7:57,3 min | 2. Hoffnungslauf |
| 3    | Ian Stephen          | Südafrikanische Union | 8:02,3 min | 2. Hoffnungslauf |
| 4    | Paul Meyer           | Schweiz               | 8:07,1 min | 2. Hoffnungslauf |

### 2. Hoffnungslauf

#### Lauf 1
| Rang | Athlet           | Nation      | Zeit       | Qualifikation |
| ---- | ---------------- | ----------- | ---------- | ------------- |
| 1    | Mervyn Wood      | Australien  | 7:45,5 min | Finale        |
| 2    | Paul Meyer       | Schweiz     | 7:48,3 min |               |
| 3    | Rob van Mesdag   | Niederlande | 7:57,2 min |               |
| 4    | Henri Steenacker | Belgien     | 7:59,5 min |               |

#### Lauf 2
| Rang | Athlet               | Nation             | Zeit       | Qualifikation |
| ---- | -------------------- | ------------------ | ---------- | ------------- |
| 1    | Teodor Kocerka       | Polen              | 7:41,8 min | Finale        |
| 2    | John B. Kelly junior | Vereinigte Staaten | 7:42,0 min |               |
| 3    | František Reich      | Tschechoslowakei   | 7:55,0 min |               |

#### Lauf 3
| Rang | Athlet         | Nation                | Zeit       | Qualifikation |
| ---- | -------------- | --------------------- | ---------- | ------------- |
| 1    | Ian Stephen    | Südafrikanische Union | 7:38,6 min | Finale        |
| 2    | Günther Schütt | Saarland              | 7:42,9 min |               |
| 3    | Eduardo Risso  | Uruguay               | 7:50,5 min |               |

### Finale
| Rang | Athlet         | Nation                | Zeit       |
| ---- | -------------- | --------------------- | ---------- |
| 1    | Juri Tjukalow  | Sowjetunion           | 8:12,8 min |
| 2    | Mervyn Wood    | Australien            | 8:14,5 min |
| 3    | Teodor Kocerka | Polen                 | 8:19,4 min |
| 4    | Tony Fox       | Großbritannien        | 8:22,5 min |
| 5    | Ian Stephen    | Südafrikanische Union | 8:31,4 min |